# Florian Emslander
Florian Emslander ist ein ehemaliger deutscher Footballspieler.

## Laufbahn
Emslander spielte für die Berlin Thunderbirds, dann für die Berlin Adler. Der 1,98 Meter messende Verteidigungsspieler stand bis 2005 in Diensten der Dresden Monarchs. Im Spieljahr 2006 verstärkte er die italienische Mannschaft Bergamo Lions, mit der er Landesmeister wurde. Bei der Weltmeisterschaft 2007 siegte Emslander mit der deutschen Auswahl im Spiel um den dritten Platz gegen Schweden. Er ging zu den Berlin Adlern zurück, mit denen er 2008 den EFAF Cup und 2009 die deutsche Meisterschaft gewann.
Er gehörte zum Aufgebot der deutschen Nationalmannschaft, die 2010 Europameister wurde, Emslander selbst hatte sich im EM-Auftaktspiel verletzt. Im Spieljahr 2012 stand Emslander für die Calanda Broncos auf dem Rasen, mit denen er den Titel des Schweizer Meisters errang sowie den Eurobowl gewann. Im Vorfeld des Spieljahres 2013 schloss er sich wiederum den Berlin Adlern an.